# Kościuszko-opstanden
Kościuszko-opstanden (polsk: insurekcja kościuszkowska, powstanie kościuszkowskie; russisk: Восстание Костюшко) var et polsk oprør i 1794 mod Det Russiske Kejserrige og Kongeriget Preussen, der blev ledet af Tadeusz Kościuszko. Opstanden var et forgæves forsøg på at frigøre Polen-Litauen fra indflydelse fra udlandet efter de to forudgående delinger af Polen og den store den russiske indflydelse i den resterende del af Polen-Litauen.
Oprøret blev slået ned og førte til Polens tredje deling, hvorved Polen-Litauen ophørte som selvstændig stat.

## Baggrund
Ved begyndelsen af 1700-tallet kontrollerede de polsk-litauiske stormænd den polsk-litauiske stat, som de sikrede ikke gennemførte nogen reformer, der kunne begrænse stormændenes mange privilegier. Ved hjælp af parlamentets (sejmens) regel om liberum veto, hvorved enhver kunne hindre vedtagelse af nye regler, var staten handlingslammet i mere end 100 år. Ønskerne om reformer blev forstærket op igennem 1700-tallet, men blev set på med skepsis ikke blot fra stormændene, men også fra landets naboer, som ikke havde noget imod landets stigende forfald og ellers ikke ønskede demokratiske tilstande i et naboland.
Polen-Litauen kunne ikke internt opnå enighed om opkrævning af skatter til opretholdelse af en forsvarlig hær, og de omkringliggende lande (Preussen, De Habsburgske Arvelande, Det Russiske Kejserrige og Det Osmanniske Rige) havde alle store og veludrustede hære og kunne derfor lægge pres på Realunionen. Presset havde efter Barkonføderationens mislykkede forsøg på en opstand i 1768-72 ført til, at Polen-Litauen måtte afstå grænseområder til sine naboer ved Polens første deling.
En mulighed for reform opstod under Den store sejm i 1788–92. Polens naboer var optaget af krige andre steder og kunne ikke med styrke intervenere i Polsk-Litauiske forhold. Rusland og Østrig lå i krig med Det Osmanniske Rige (Den russisk-østrigske-osmanniske krig (1787-1792)) og Rusland var yderligere involveret i en krig mod Sverige. Polen-Litauen havde indgået en alliance med Preussen, der skulle sikre mod en russisk intervention, og den 3. maj 1791 blev vedtaget en ny forfatning med stor folkelig opbakning.
Da Rusland fik afsluttet sine krige med Osmannerriget og Sverige, kunne Rusland koncentrere sig om forholdene i Polen. Ruslands kejserinde Katarina den Store var rasende over vedtagelsen af den nye forfatning, som hun anså som en trussel mod den russiske indflydelse i Polen, der i praksis havde været et russisk protektorat. Preussen var også kraftig modstander af den nye forfatning, og Preussen meddelte Polen, at den nye forfanting betød, at Preussen ikke længere anså sig forpligtet af tidligere aftaler med Polen-Litauen, og at Preussen afstod fra at støtte Realunionen på nogen måde. Preussen var bekymret for, at den nye forfatning kunne føre til, at Polen gjorde krav på de områder, som Preussen havde overtaget ved Polens første deling.
Vedtagelsen af den nye forfatning mødte ikke kun modstand i udlandet, men også internt hos realunionens stormænd, hvoraf flere bad Katarina den Store om at gribe ind og genindføre de privilegier, som var blevet fjernet ved den nye forfatning. Som led i modstanden mod forfatningen dannede stormændene i januar 1792 Targowicakonføderationen, der kritiserede forfatningen, som "var inficeret med demokratiske idéer" efter "de fatale eksempler i Paris". I maj 1792 gik konføderationen til kamp mod Realunionen. Oprørerne anmodede Katarina den Store om militær hjælp til oprøret, og den 18. maj erklærede Rusland krig mod Den polsk-litauiske realunion, Samme dag gik russiske tropper ind i Polen-Litauen. Krigen sluttede uden egentlige kampe, da den polske konge Stanisław August Poniatowski kapitulerede i håbet om, at et diplomatisk kompromis kunne findes.

### Polens anden deling
Kong Poniatowskis forhåbninger om, at kapitulationen kunne lede til en diplomatisk løsning viste sig ikke at holde stik. Der blev i efteråret 1793 afholdt en ny samling af Sejmen ("Grodno Sejm"). Deltagerne i Sejmen - formentlig under påvirkning af bestikkelse og trusler - vedtog den 23. november 1793 at annullere forfatningen og at godkende overdragelsen af territorier til Preussen og Rusland. Rusland tog et areal på 250.000 km2, og Preussen tog et areal på 58.000 km2 af Polen-Litauens territorium. Polens anden deling var derved en realitet. Den anden deling reducerede Polen-Litauen til blot at have et areal på 230.000 km2 og en befolkning reduceret til 4,4 mio. indbyggere, knap en tredjedel af landets indbyggertal før den første deling. Den tilbageværende del af Polen-Litauen var kontrolleret af Rusland, der havde tropper udstationeret i landet.
Et sådan resultat var et hårdt slag for medlemmerne af Targowicakonføderationen, der havde søgt at forsvare de polske stormænds århundrede gamle privilegier, men som nu af hovedparten af befolkningen blev anset som landsforrædere.

### Ulmende uro
Der var en udbredt utilfredshed i det polske militær over kapitulationen og flere officerer, herunder Kościuszko, tog efterfølgende deres afsked fra militæret. Som led i Polens anden deling forpligtede Polen-Litauen sig til at reducere sin hær til ca. 36.000 mand og i 1794 forlangte Rusland en yderligere reduktion til 15.000 mand. De mange hjemsendte mand fra militæret var et af de forhold, der ledte til det senere oprør.
Kościuszko, der havde meddelt sin afsked, forlod Warszawa og slog sig ned i Leipzig, hvor flere andre landflygtige polakker havde samlet sig. Kościuszko og flere andre begyndte forberedelserne til et oprør mod det russiske styre i Polen. Kościuszko var dog bekymret for, at et hurtigt oprør ville blive slået hurtigt ned, hvorfor han i september 1793 tog tilbage til Polen for at mødes med polske militærfolk. Forberedelserne trak ud, men de russiske og preussiske krav om demobilisering tilspidsede situatione. I marts 1794 afslørede zarens agenter en gruppe polske oprørere og begyndte arrestationer af polske politikere og militærfolk. Begivenhederne fik Kościuszko til at fremskynde sine planer og den 15. marts 1794 tog han afsted mod Kraków.
Den 12. marts 1794 havde den polske general Antoni Madaliński nægtet at adlyde ordren om demobilisering af sin enhed opå 1.500 mand, og han rykkede sin enhed, en kavaleribrigade fra Ostrołęka til Kraków.:181  Dette igangsatte udbrud af optøjer mod de russiske styrker over hele landet. Den russiske garnison i Kraków fik ordre om at forlade byen og angribe Madalinski, hvilket efterlod Kraków ubeskyttet, men omvendt ødelagde Kosciuszkos plan om at overtage russernes våben.:181 

## Oprøret
Tadeusz Kościuszko annoncerede oprøret den 24. marts 1794 og erklærede sig som øverstkommanderende.:180–181  Samtidig annoncerede han polsk folkelig mobilisering til de militære styrker og udskrev samtidig skatter.:184  Rusland reagerede hurtigt og angreb allerede den 4. april de fortsat svage og uorganiserede polske styrker ved landsbyen Racławice 37 km nordøst for Kraków.:185  Dette udviklede sig til et større, blodigt slag, som blev vundet af de polske styrker, og de russiske styrker måtte trække sig tilbage. De polske styrker var imidlertid for svage til at optage forfølgelsen og presse de russiske styrker ud af Lillepolen. Militært var sejren ubetydelig, men den polske succes mod den numerisk overlegne fjende med bedre udrustning var vigtig for moralen og styrkede mobiliseringen over hele Polen.
Den 17. april forsøgte de russiske styrker i Warszawa at arrestere tilhængerne af oprøret og afvæbne den polske garnison. Dette første til et angreb mod den russiske garnison med stor folkelig opbakning. Angrebet blev udført på et tidspunkt, hvor mange russiske soldater var i kirke og var ubevæbnede. Efter to dage med svære kampe måtte de russiske styrker trække sig ud af byen efter at have mistet mellem 2.000 og 4.000 mand fra den oprindelige styrke på 5.000.:188  Den 23. april udbrød der et tilsvarende oprør i Vilnius og senere også andre steder,:188  med samme resultat. Nyheden om massakren på de mange ubevæbnede russiske soldater blev modtaget vrede i Rusland og var en af årsagerne til den senere massive gengældelse under belejringen af Warszawa.
På trods af den hurtige mobilisering af nye soldater til oprøret var oprørernes situation stadig kritisk. Oprørerne rådede over 6.000 bønder, kavaleri og 9.000 soldater, men oprørerne manglede tilstrækkeligt moderne våben og udstyr.:194  Den 10. maj 1794 gik Preussens general Francis Favrat over den polske grænse med 17.500 mand, der sluttede sig til de 9.000 russiske soldater, der befandt sig i det nordlige Polen.:194  Den 6. juni blev Kościuszko besejret ved slaget om Szczekociny af en russisk-preussisk styrke og den 8. juni blev gneral Józef Zajączek besejret ved slaget om Chełm. De polske styrker trak sig tilbage til Warszawa og forskansede byen under ledelse af Kosciuszko og dennes 16.000 soldater, 18.000 bønder og 15.000 borgere.:197  Den 15. juni indtog den preussiske hær Kraków uden kamp.:195  Warszawa blev den 13. juli 1794 belejret af 41.000 russere under general Fersen og 25.000 prøjsere under kong Frederik Vilhelm 2..:197  Den 20. august udbrød opstand i Storpolen og prøjserne måtte derfor trække deres tropper væk fra Warszawa for at nedkæmpe den nye opstand. Belejringen ophørt den 6. september, da også russerne trak deres tropper tilbage.:200 
I september 1794 fik den russiske general Aleksandr Suvorov kommandoen over et russisk ekspeditionskorps der sluttede sig til general Fersen når Warszawa,:204  hvorefter den nye hær gik mod byen.:205  Kościuszko mobiliserede to regimenter fra Warszawa og drog mod den russiske styrke for at bekæmpe dem inden de nåede byen. De mødte russerne den 10. oktober 1794 under slaget om Maciejowice, hvor de led nederlag.:205–207  Kościuszko blev såret og tilfangetaget af russerne, der sendte ham til Sankt Petersborg.:209 
Den 4. november 1794 angreb russerne Warszawa, der efter blodige kampe blev indtaget og de 22.000 mand store hær fik tilladelse til at plyndre og brænde byen ned.:210  Omkring 20.000 polakkerne blev dræbt i massakren.:211 
Den 16. november 1794 overgav den polske oprørsleder Wawrzecki sig, hvorved oprøret var slut.

## Efterspil
Nedkæmpelsen af oprøret førte året efter til polens tredje deling, der indebar at Rusland, Preussen og Habsburgerne hver især overtog resterne af Polen-Litauens territorium. Der var herefter ikke nogen poslk stat i de næste 123 år.
I de delte landområder betød opdelingen en økonomisk katastrofe, da de enkelte omårder, der hidtil havde fungeret som en økonomisk enhed pludselig skulle omlægges. Flere banker og produktionsenheder måtte lukke. Oprørernes reformer, der bl.a. havde lagt vægt på uddannelse og på afskaffelse af livegenskab, blev annulleret. Et forsøg på at åbne et universitet i Warszawa blev stoppet af Preussen og alle uddannelsesinstitutioner blev underlagt germanisering eller russificering; i de østrigske territorier var der dog mindre indblanding i de lokale uddannelsesinstitutioner. Sejrsherrerne indførte store skatter i de vundne områder.
For den tidligere polske elite, szlachta, havde den russiske overtagelse dramatiske konsekvenser. Familier, der havde støttet oprøret fik frataget deres besiddelser og godser, der blev givet til russiske generaler og adelsfolk. En del af disse besiddelr bestod i polske livegne. Det anslås at omkring 650.000 livegne blev givet til russere. De russiske myndigheder foretog rekruttering til livslang tjeneste i hæren blandt den polske befolkning.